# Panasonic Panthers 2019-2020
Questa voce raccoglie le informazioni riguardanti i Panasonic Panthers nella stagione 2019-2020.

## Stagione
I Panasonic Panthers partecipano alla stagione 2019-20 senza alcuna denominazione sponsorizzata.
In seguito alla cancellazione della Coppa dell'Imperatore e del Torneo Kurowashiki a causa della pandemia di COVID-19 in Giappone, partecipano alla sola V.League Division 1, dove si classificano al primo posto in regular season, venendo poi sconfitti nella finale dei play-off scudetto dai JTEKT Stings, terminando il torneo al secondo posto.

## Organigramma societario
Area direttiva
- Presidente: Masashi Nambu

Area tecnica
- Allenatore: Shinji Kawamura
- Assistente allenatore: Maurício Paes, Hiroyuki Furuta

## Rosa
| N° | Nome             | Ruolo | Data di nascita  | Nazionalità sportiva |
| -- | ---------------- | ----- | ---------------- | -------------------- |
| 1  | Kunihiro Shimizu | O     | 11 agosto 1986   | Giappone             |
| 2  | Hideomi Fukatsu  | P     | 1º giugno 1990   | Giappone             |
| 3  | Shin'ya Yamazoe  | C     | 23 maggio 1987   | Giappone             |
| 4  | Issei Ōtake      | C     | 3 dicembre 1995  | Giappone             |
| 5  | Sogo Watanabe    | S     | 21 luglio 1990   | Giappone             |
| 6  | Kenji Shirasawa  | C     | 21 maggio 1984   | Giappone             |
| 7  | Tsubasa Hisahara | S     | 18 maggio 1995   | Giappone             |
| 8  | Kenyu Nakamoto   | S     | 21 novembre 1997 | Giappone             |
| 9  | Takahiko Imamura | S     | 20 maggio 1993   | Giappone             |
| 10 | Akihiro Yamauchi | C     | 30 novembre 1993 | Giappone             |
| 12 | Kazuya Senda     | S     | 15 gennaio 1993  | Giappone             |
| 13 | Michał Kubiak    | S     | 23 febbraio 1988 | Polonia              |
| 14 | Liu Hung-min     | S     | 10 novembre 1993 | Taipei cinese        |
| 16 | Ryohei Iga       | L     | 29 giugno 1994   | Giappone             |
| 17 | Takeshi Nagano   | L     | 11 luglio 1985   | Giappone             |
| 20 | Takahiro Shin    | P     | 10 agosto 1991   | Giappone             |
| 21 | Yasunari Kodama  | C     | 24 luglio 1994   | Giappone             |
| 22 | Yuichiro Komiya  | C     | 16 novembre 1992 | Giappone             |

## Statistiche

### Statistiche di squadra
| Competizione        | Punti | In casa | In casa | In casa | In trasferta | In trasferta | In trasferta | Totale | Totale | Totale |
| Competizione        | Punti | G       | V       | P       | G            | V            | P            | G      | V      | P      |
| ------------------- | ----- | ------- | ------- | ------- | ------------ | ------------ | ------------ | ------ | ------ | ------ |
| V.League Division 1 | 70    | ?       | ?       | ?       | ?            | ?            | ?            | 28     | 24     | 4      |
| Totale              | -     | ?       | ?       | ?       | ?            | ?            | ?            | 28     | 24     | 4      |

G = partite giocate; V = partite vinte; P = partite perse

### Statistiche dei giocatori
| Giocatore    | V.League Division 1 | V.League Division 1 | V.League Division 1 | V.League Division 1 | V.League Division 1 | Totale | Totale | Totale | Totale | Totale |
| Giocatore    | P                   | PT                  | AV                  | MV                  | BV                  | P      | PT     | AV     | MV     | BV     |
| ------------ | ------------------- | ------------------- | ------------------- | ------------------- | ------------------- | ------ | ------ | ------ | ------ | ------ |
| H. Fukatsu   | 28                  | 12                  | 17                  | 31                  | 60                  | 28     | 12     | 17     | 31     | 60     |
| T. Hisahara  | 28                  | 256                 | 23                  | 13                  | 292                 | 28     | 256    | 23     | 13     | 292    |
| R. Iga       | 28                  | 0                   | 0                   | 0                   | 0                   | 28     | 0      | 0      | 0      | 0      |
| T. Imamura   | 25                  | 15                  | 1                   | 1                   | 17                  | 25     | 15     | 1      | 1      | 17     |
| Y. Kodama    | 28                  | 42                  | 12                  | 3                   | 57                  | 28     | 42     | 12     | 3      | 57     |
| Y. Komiya    | 28                  | 23                  | 12                  | 3                   | 38                  | 28     | 23     | 12     | 3      | 38     |
| M. Kubiak    | 28                  | 301                 | 49                  | 27                  | 377                 | 28     | 301    | 49     | 27     | 377    |
| Liu H.m.     | 5                   | 1                   | 0                   | 0                   | 1                   | 5      | 1      | 0      | 0      | 1      |
| T. Nagano    | 27                  | 0                   | 0                   | 0                   | 0                   | 27     | 0      | 0      | 0      | 0      |
| K. Nakamoto  | 1                   | 0                   | 0                   | 0                   | 0                   | 1      | 0      | 0      | 0      | 0      |
| I. Ōtake     | 28                  | 105                 | 12                  | 12                  | 129                 | 28     | 105    | 12     | 12     | 129    |
| K. Senda     | 6                   | 0                   | 0                   | 0                   | 0                   | 6      | 0      | 0      | 0      | 0      |
| K. Shimizu   | 28                  | 338                 | 28                  | 25                  | 391                 | 28     | 338    | 28     | 25     | 391    |
| T. Shin      | 28                  | 3                   | 1                   | 3                   | 7                   | 28     | 3      | 1      | 3      | 7      |
| K. Shirasawa | 24                  | 92                  | 42                  | 2                   | 136                 | 24     | 92     | 42     | 2      | 136    |
| S. Watanabe  | 28                  | 67                  | 5                   | 1                   | 73                  | 28     | 67     | 5      | 1      | 73     |
| A. Yamauchi  | 23                  | 123                 | 37                  | 5                   | 165                 | 23     | 123    | 37     | 5      | 165    |
| S. Yamazoe   | 1                   | 1                   | 0                   | 0                   | 1                   | 1      | 1      | 0      | 0      | 1      |

P = presenze; PT = punti totali; AV = attacchi vincenti; MV = muri vincenti; BV = battute vincenti